# Heinrich Hornef
Heinrich Hornef (* 19. April 1931 in Lorsch, Hessen) ist ein deutscher Manager.

## Leben
Seine Studien der Betriebs- und Volkswirtschaft sowie der Staatswissenschaften führten ihn von Frankfurt/Main über Köln und Freiburg bis nach Graz, wo er 1957 zum Doktor der Staatswissenschaften promoviert wurde. Nachfolgend unter anderem bei dem Wochenmagazin Wirtschaftswoche und im Finanzressort der Boehringer Mannheim GmbH tätig, trat Hornef 1992 als Finanzvorstand in die Treuhandanstalt ein. Von 1995 bis 1996 war er Präsident der Nachfolgeorganisation Bundesanstalt für vereinigungsbedingte Sonderaufgaben (BvS).
Heinrich Hornef war in den Aufsichtsräten der Merck KGaA, Darmstadt, im Aufsichtsrat der K+S Aktiengesellschaft, Kassel tätig. Zwischen 1985 und 1995 war im Aufsichtsrat der SAP vertreten.
Seit seiner Studentenzeit ist Hornef Mitglied der katholischen Studentenverbindung KStV Frankonia-Straßburg Frankfurt am Main im KV.